# 鲁道夫·布尔克特
鲁道夫·布尔克特（捷克語：Rudolf Burkert，1904年10月31日—1985年6月7日），捷克男子北欧两项、跳台滑雪运动员。他曾代表捷克斯洛伐克参加1928年冬季奥林匹克运动会，其中1928年冬季奥运会获得一枚铜牌。